# Franz Wiegele (smučarski skakalec)
Franz Wiegele, avstrijski smučarski skakalec, * 23. november 1965, Beljak, Avstrija.
Wiegele je bil član Športnega društva Zahomc. V svetovnem pokalu je debitiral 4. januarja 1983 s 34. mestom na tekmi turneje štirih skakalnic v Innsbrucku. 12. marca 1983 je osvojil naslov svetovnega mladinskega prvaka na posamični tekmi na srednji skakalnici v Kuopiou. 30. decembra 1983 se je prvič uvrstil med dobitnike točk na tekmi svetovnega pokala v Oberstdorfu z 12. mestom. Januarja 1984 se je prvič uvrstil v prvo deseterico s petim mestom v Saporu, 10. marca 1985 pa je dosegel največji uspeh v karieri, saj se je z drugim mestom v Oslu edinkrat v karieri uvrstil na stopničke. V sledečih treh sezonah se je še sedemkrat uvrstil v prvo deseterico. V sezoni 1987/88 je dosegel najboljšo uvrstitev v skupnem seštevku svetovnega pokala z 18. mestom in najboljšo uvrstitev na turneji štirih skakalnic s petim mestom. Kasneje ni več dosegal odmevnih uvrstitev v svetovnem pokalu, nekaj let je nastopal tudi v celinskem pokalu, nastopil je tudi na zimski univerzijadi leta 1993 v Zakopanih, po letu 1994 pa končal kariero.
Je oče in nekdanji trener Davida, Lise in Hannah, ki so ali so bili prav tako smučarski skakalci in člani Športnega društva Zahomc.